# Gorytes ambiguus
Gorytes ambiguus (лат.) — вид песочных ос рода Gorytes из подсемейства Bembicinae (триба Bembicini).

## Ареал
Палеарктика: Россия (Челябинская область, Алтай, Красноярский край, Иркутская область, Хабаровский край, Приморский край). Казахстан, Узбекистан, Таджикистан, Монголия, Китай (Хэйлунцзян).

## Описание
Мелкие осы (около 1 см), чёрные с беловатыми или желтоватыми отметинами. Бёдра, голени и лапки желтовато-рыжие. 3-й членик антенн примерно в 3 раза длиннее своей ширины.
Срединное поле промежуточного сегмента гладкое или частично морщинистое. Медиальная жилка заднего крыла начинается перед концом субмедиальной ячейки. Ацетабулярный киль короткий. Мезоплевры с омалюсами и стернаулюсами. У самок 1-й членик передней лапки с 2 щетинками на боковой поверхности.
Гнездятся в земле. Личинок кормят мелкими цикадками (Auchenorrhyncha)
.
Описанный из Средней Азии таксон Gorytes sogdianus (Таджикистан, Казахстан) некоторые авторы рассматривают в этом виде как его синоним.